# Hl. Dreifaltigkeit (Iserlohn)

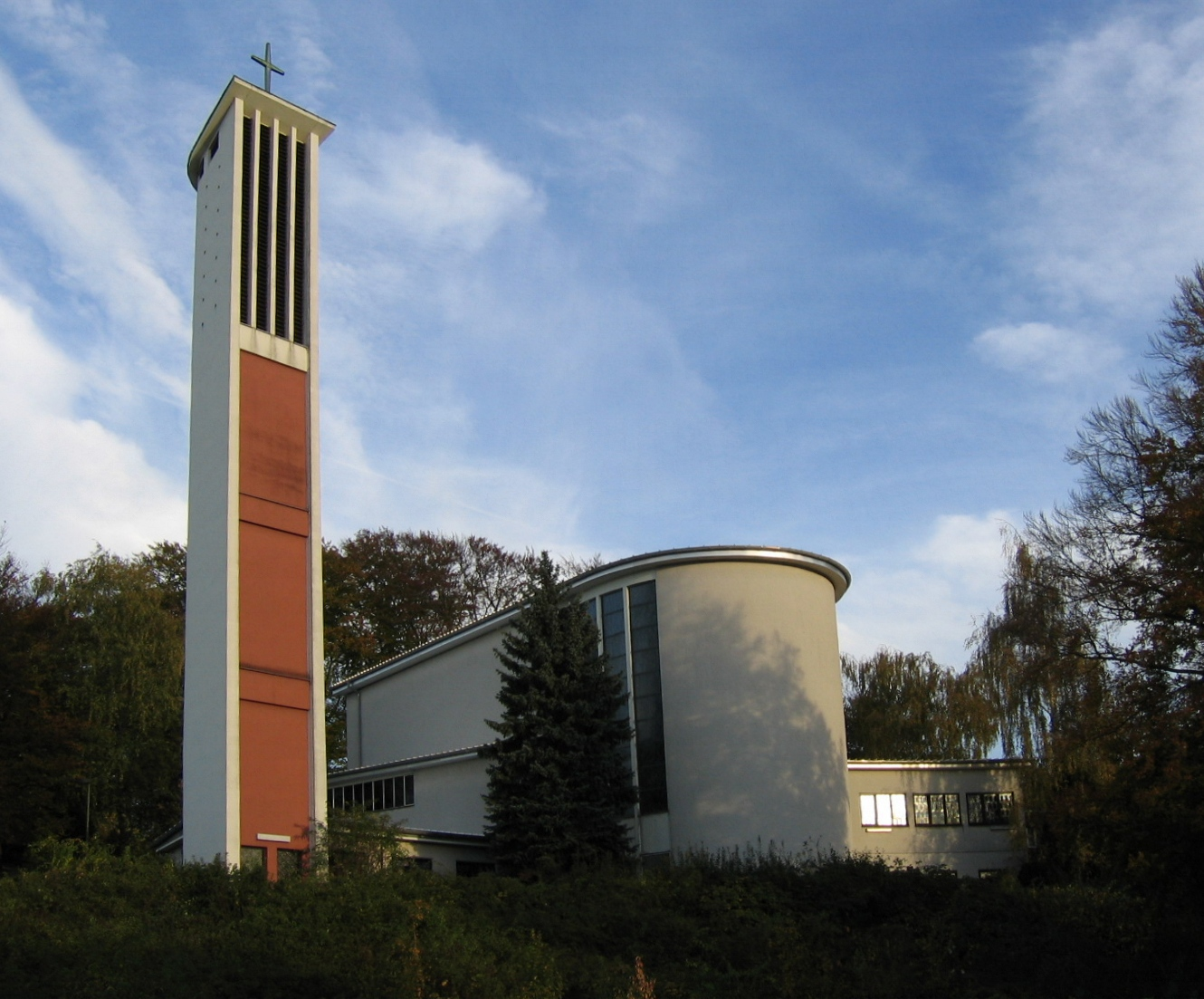
Dreifaltigkeitskirche

Die römisch-katholische Pfarrkirche Heiligste Dreifaltigkeit ist ein Kirchengebäude in der Schulstraße 35 in Wermingsen, einem Stadtteil von Iserlohn im Märkischen Kreis in Nordrhein-Westfalen. Die Gemeinde gehört zum Pastoralverbund Iserlohn-Mitte.

## Geschichte und Architektur
Das Hauptschiff des Stahlbetonbaus steht über einem parabelförmigen Grundriss mit niedrigen Seitenschiffen und einem freistehenden Turm. Der parabelförmige Grundriss wurde nach dem Vorbild der Heilig-Kreuz-Kirche in Bottrop gewählt. Das Gebäude wurde zusammen mit den beiderseitigen Gemeindeanbauten von 1957 bis 1958 nach Plänen von Otto Weicken errichtet. Die Anlage steht auf einer Anhöhe über einer langgestreckten Grünanlage. Das weit vorragende Kirchenschiff und der Glockenturm bilden einen städtebaulichen Akzent. Die Gestaltung mit weißen Wandflächen und farbigen Fensterbahnen ist sachlich gehalten. Die Ausrichtung auf den Altar wird durch den abschüssigen Fußboden verstärkt. Der Chorraum wird durch beiderseits dreibahnige, raumhohe Farbfenster von Irmgard Wessel-Zumloh betont. Bemerkenswert ist auch das Altarkreuz aus Florenz aus dem 16. Jahrhundert.
Die vier Gussstahlglocken wurden 1960 vom Bochumer Verein gegossen und tragen die Namen Totenglocke (fis'), Heiligste Dreifaltigkeit (a'), Hedwig (h') und Maria, Königin des Friedens (cis''). Das Geläut ist aktuell (2022) wegen Turmschäden stillgelegt.
Die Orgel mit Normalkoppeln und einer mechanischen Spiel- und Registertraktur wurde 1992 von der Firma Albers-Orgelbau in Schmallenberg-Oberkirchen eingebaut. Die Orgelbaufirma Krawinkel reinigte und renovierte das Instrument 2012 in Verbindung mit einer Nachintonation.
Am 23. November 2019 wurde die Kirche in die Denkmalliste der Stadt Iserlohn eingetragen (Nr. 253).